# Итикира (Мату-Гросу)
Итикира (порт. Itiquira) — муниципалитет в Бразилии, входит в штат Мату-Гросу. Составная часть мезорегиона Юго-восток штата Мату-Гроссу. Входит в экономико-статистический микрорегион Рондонополис. Население составляет 10 083 человека на 2006 год. Занимает площадь 8 638,691 км². Плотность населения — 1,2 чел./км².

## Статистика
- Валовой внутренний продукт на 2003 составляет 293.174.874,00 реалов (данные: Бразильский институт географии и статистики).
- Валовой внутренний продукт на душу населения на 2003 составляет 30.292,92 реалов (данные: Бразильский институт географии и статистики).
- Индекс развития человеческого потенциала на 2000 составляет 0,767 (данные: Программа развития ООН).